# 绿叶地锦
绿叶地锦（学名：Parthenocissus laetevirens）为葡萄科地锦属的植物，为中国的特有植物。分布于中国大陆的湖北、湖南、广西、江苏、江西、安徽、浙江、福建、广东、河南等地，生长于海拔140米至1,100米的地区，多生长在山谷林中、山坡灌丛中、树上和崖石壁上，目前尚未由人工引种栽培。

## 别名
绿叶爬山虎（植物分类学报） 青叶爬山虎（拉汉种子植物名称）